# 3540 Protesilaos
3540 Protesilaos là một tiểu hành tinh Troia nằm ở điểm Lagrange L4 của hệ Mặt Trời-Sao Mộc, trong nhóm Hy Lạp. Nó được đặt theo tên anh hùng Protesilaus Hy Lạp cổ đại, người đã chiến đấu trong chiến tranh thành Troia. Nó được phát hiện bởi Freimut Börngen ở Đài thiên văn Karl Schwarzschild ở Tautenburg, Đức vào ngày 27 tháng 10 năm 1973.